# Людвінув (Венґровський повіт)
Людвінув (пол. Ludwinów) — село в Польщі, у гміні Лів Венґровського повіту Мазовецького воєводства.
Населення — 124 особи (2011).
У 1975-1998 роках село належало до Седлецького воєводства.

## Демографія
Демографічна структура станом на 31 березня 2011 року:
|          | Загалом | Допрацездатний вік | Працездатний вік | Постпрацездатний вік |
| -------- | ------- | ------------------ | ---------------- | -------------------- |
| Чоловіки | 56      | 12                 | 38               | 6                    |
| Жінки    | 68      | 15                 | 41               | 12                   |
| Разом    | 124     | 27                 | 79               | 18                   |